# Latrocinium
Latrocinium (do Latim latrone (derivando ultimamente do Grego latron, "pagar", "contratar"), que significava mercenário, ou soldado contratado, e tinha o mesmo significado que miles), era a designação aplicada à guerra que não era precedida por uma declaração de guerra segundo as leis romanas; era também a designação que se dava à guerra de guerrilha levada a cabo pelos inimigos de Roma.
Durante a Idade Média, latrocinium era a designação que se dava à guerra sem justa causa, ou pirataria.
Platão e Aristoteles consideravam o latrocinium um modo de vida como a pesca ou a caça.
A palavra latina latrone está na origem da palavra portuguesa ladrão.[carece de fontes?]